# Siska Szabó Zoltán
Siska Szabó Zoltán (Arad, 1963. július 31. – Arad, 2018. december 9.) romániai magyar természetfotós.

## Életpályája
Iskoláit Aradon végezte. 16 éves koráig vízilabdázott és hegedült. Földrajz szakra szeretett volna menni, de a román nyelv és irodalom kizárólagos ismerete miatt ez meghiúsult.
Ezután kezdett el fotózni. 1987-ben végzett el egy 2 éves fotótanfolyamot Aradon. 1987-2000 között az Aradi Fotóklub tagja volt, részt vett a klub bel- és külföldi kiállításain.
1990 óta járta a természetet, a hegyeket, azóta fotóinak főként ez volt a témaköre. A Munţii Carpaţi című turisztikai havilapnak lett külső munkatársa, majd az aradi Szövétnek című kulturális szemlében publikált turisztikai témájú írásokat és fotókat.
Az 1990-es években a aradi Intersat TV bemutatta diaporáma összeállításait. Diavetítése volt 1995-ben Orosházán. 1997-ben a Bukaresti Geológiai Egyetemen, majd Békéscsabán tartott diavetítést a Bihar-hegységről és Czárán Gyula munkásságáról.
Fotóreprodukciói és fotói megjelentek a dr. Kovács Géza: "Az emlékező város", az "Anno 2000" (Zerind-Feketegyarmat), "A zerindi Képtár", Murádin Jenő: "Az aradi Szabadság-szobor, Kiszabadítottuk" (a Szabadság-szobor története) című könyvekben.
1999-ben I. díjat nyert az Erdélyi Kárpát-egyesület fotó- és diaversenyén. 2004-ben az egyesület Herrmann Antal oklevelet adományozott neki "kiemelkedő néprajzi tevékenységért, a közösség és a természet iránti elkötelezettségből végzett nemes szolgálatáért".
Polgári foglalkozása is fotós volt. Évekig a kettős állampolgárság honosítási ügyintézője volt.

## Egyéni kiállításai
- 1997 Arad, Csorna
- 2000 Érmihályfalva, Arad
- 2001 Érd
- 2002 Czárán Gyula emlékkiállítás, Arad
- 2008 Jelen Galéria Arad, és Koós Károly Közösségi Központ Temesvár